# Famille de Briey
Pour les articles homonymes, voir Briey.
 (février 2010).
Si vous disposez d'ouvrages ou d'articles de référence ou si vous connaissez des sites web de qualité traitant du thème abordé ici, merci de compléter l'article en donnant les références utiles à sa vérifiabilité et en les liant à la section « Notes et références ».
La famille de Briey ou de Landres est une ancienne famille de noblesse chevaleresque originaire de Briey, dans le comté de Bar aujourd'hui en Lorraine. Elle fit partie des petits chevaux de Lorraine. Elle est subsistante en France et en Belgique.

## Personnalités
- Renaud de Briey
- Camille de Briey
- Camille de Briey (1826-1888), évêque catholique français.
- Laurent de Briey

## Châteaux et demeures
- Château d'Aubigny
- Château de Betho
- Château de Colombières
- Château de Laclaireau
- Château de Landres
- Château de Longpré (Wanze)
- Château de Pépinville (Richemont)
- Château de la Roche-Gençay
- Château de Rouvres
- Château de Ruette (détruit au XIXème)
- Château de Tichémont

## Armes
- D'or, à trois pals aiguisés de gueules
- L'écu timbré de la couronne à quatre fleurons rehaussée de perles, sommé d'un heaume d'argent, couronné, grillé, colleté et liseré d'or, fourré et attaché de gueules, surmonté d'un chapeau de gueules, traversé de deux épis de sinople.
- Supports : deux lions contournés d'or, armés et lampassés de gueules.